# Liste der Monuments historiques in Blaye
Die Liste der Monuments historiques in Blaye führt die Monuments historiques in der französischen Gemeinde Blaye auf.

## Liste der Bauwerke
| Bezeichnung         | Beschreibung | Standort | Kennzeichnung | Schutzstatus | Datum | Bild           |
| ------------------- | ------------ | -------- | ------------- | ------------ | ----- | -------------- |
| Zitadelle von Blaye |              | (Lage)   | PA00083152    | Classé       | 2009  | weitere Bilder |
| Fort Paté           |              | (Lage)   | PA00083153    | Classé       | 2013  | weitere Bilder |

## Liste der Objekte

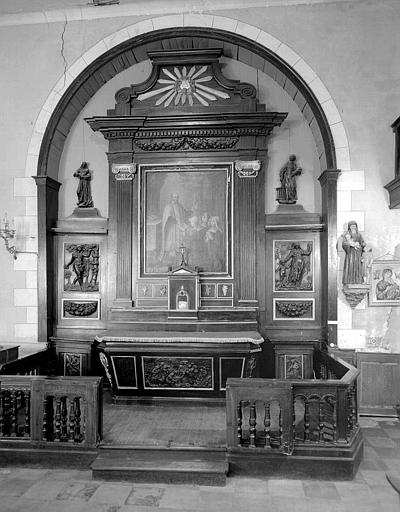
Altar in der Kapelle des Krankenhauses

- Monuments historiques (Objekte) in Blaye in der Base Palissy des französischen Kultusministeriums